# Hofkirchen bei Hartberg
Hofkirchen bei Hartberg är en ort i  kommunen Kaindorf i Österrike. Den ligger i distriktet Hartberg-Fürstenfeld i förbundslandet Steiermark.
Hofkirchen bei Hartberg var tidigare en självständig kommun, men blev den 1 januari 2015 en del av kommunen Kaindorf.